# Pseudocella bursata
Pseudocella bursata är en rundmaskart som beskrevs av Platonova 1962. Pseudocella bursata ingår i släktet Pseudocella och familjen Leptosomatidae. Inga underarter finns listade i Catalogue of Life.